# سكينة جافري
سكينة جافري (بالإنجليزية: Sakina Jaffrey)‏ هي ممثلة أمريكية، ولدت في 14 فبراير 1962 بمانهاتن في الولايات المتحدة. بدأت مشوارها المهني سنة 1988.

## أعمال

### أفلام
- (1996) دايلايت[5]
- (2018) العصفور الأحمر[6]
- (2018) المعادل 2

### مسلسلات
- السيد روبوت
- بيت البطاقات

## وصلات خارجية
- سكينة جافري على موقع IMDb (الإنجليزية)
- سكينة جافري على موقع ألو سيني (الفرنسية)
- سكينة جافري على موقع أول موفي (الإنجليزية)
- سكينة جافري على موقع قاعدة بيانات الأفلام السويدية (السويدية)
- سكينة جافري على موقع ديسكوغز (الإنجليزية)
- سكينة جافري على موقع قاعدة بيانات الفيلم (الإنجليزية)
- سكينة جافري على موقع كينوبويسك (الروسية)